# Euphorbia caperata
Euphorbia caperata är en törelväxtart som beskrevs av Mcvaugh. Euphorbia caperata ingår i släktet törlar, och familjen törelväxter. Inga underarter finns listade i Catalogue of Life.